# Donald L. Cox
Donald L. Cox pseudonim D.C. (ur. 16 kwietnia 1936, zm. 19 lutego 2011 w Camps-sur-l’Agly, Francja) – działacz lewicowo-rewolucyjnego ugrupowania Czarne Pantery.
Po przeprowadzce do San Francisco w wieku 17 lat rozpoczął działalność w organizacjach walczących z segregacją rasową. W 1967 wstąpił do ugrupowania Czarnych Panter. Pełnił funkcję krajowego organizatora i rzecznika prasowego ugrupowania, wkrótce został członkiem Komitetu Centralnego partii. Po oskarżeniu go o zlecenie zabójstwa Eugene’a Andersona, informatora policji w szeregach partii w Baltimore, L. Cox wyjechał na emigrację do Algierii, a następnie do Francji.
Był żonaty z Barbarą Cox Easley.